# انجمن علمی شوچنکو
انجمن علمی شوچنکو (انگلیسی: Shevchenko Scientific Society)انجمن علمی شوچنکو انجمن علمی اوکراین اختصاص داده شده به ترویج تحقیق و انتشار علمی است که در سال ۱۸۷۳ تأسیس شد. بر خلاف آکادمی ملی علوم اوکراین که توسط دولت تأمین می‌شود، جامعه یک سازمان عمومی است. در سال ۱۹۴۰ بسته و در سال ۱۹۸۹ در زمان سقوط اتحاد جماهیر شوروی دوباره برقرار شد و اکنون در ایالات متحده، کانادا، استرالیا و فرانسه، شعبه‌های خود را در چندین کشور در سراسر جهان دارد. این سازمان به نام شاعر مشهور اوکراین، نویسنده، هنرمند، چهره عمومی و سیاسی تاراس شوچنکو نامگذاری شده‌است.